# بلومبری
بلومبری (انگلیسی: Bloomberry) شرکت مهمان‌نوازی فیلیپینی است، که در سال ۱۹۹۹ تأسیس شد.